# Gran Premio motociclistico di Francia 2008
Il Gran Premio motociclistico di Francia 2008 corso il 18 maggio, è stato il quinto Gran Premio della stagione 2008 e ha visto vincere: la Yamaha di Valentino Rossi in MotoGP, Alex Debón nella classe 250 e Mike Di Meglio nella classe 125.
La giornata di gare è stata disturbata dalle condizioni meteorologiche variabili che hanno fatto sì che la gara della classe 125 sia stata interrotta dopo 14 giri a causa di un forte acquazzone. La gara stessa è stata poi ripresa per altri 5 giri con la griglia della nuova ripartenza determinata dal risultato acquisito al termine dei primi 14 giri.
Le altre gare della giornata non sono state invece influenzate dalle stesse problematiche.
Valentino Rossi ottiene il suo 90º successo in un gran premio del Motomondiale, eguagliando il record della leggenda spagnola Ángel Nieto. Al termine della gara fa il giro d'onore con lo stesso Nieto alla guida, mentre tiene in mano una bandiera che recita "90 + 90".

## MotoGP

### Qualifiche
| Pos | Nº | Pilota           | Moto     | Tempo    | Distacco |
| --- | -- | ---------------- | -------- | -------- | -------- |
| 1   | 2  | Daniel Pedrosa   | Honda    | 1'32.647 |          |
| 2   | 5  | Colin Edwards    | Yamaha   | 1'32.774 | 0.127    |
| 3   | 1  | Casey Stoner     | Ducati   | 1'32.994 | 0.347    |
| 4   | 46 | Valentino Rossi  | Yamaha   | 1'33.157 | 0.510    |
| 5   | 48 | Jorge Lorenzo    | Yamaha   | 1'33.269 | 0.622    |
| 6   | 69 | Nicky Hayden     | Honda    | 1'33.286 | 0.639    |
| 7   | 52 | James Toseland   | Yamaha   | 1'33.396 | 0.749    |
| 8   | 7  | Chris Vermeulen  | Suzuki   | 1'33.440 | 0.793    |
| 9   | 21 | John Hopkins     | Kawasaki | 1'33.628 | 0.981    |
| 10  | 4  | Andrea Dovizioso | Honda    | 1'33.689 | 1.042    |
| 11  | 65 | Loris Capirossi  | Suzuki   | 1'33.707 | 1.060    |
| 12  | 14 | Randy de Puniet  | Ducati   | 1'33.723 | 1.076    |
| 13  | 56 | Shin'ya Nakano   | Honda    | 1'34.077 | 1.430    |
| 14  | 24 | Toni Elías       | Ducati   | 1'34.561 | 1.914    |
| 15  | 15 | Alex De Angelis  | Honda    | 1'34.670 | 2.023    |
| 16  | 50 | Sylvain Guintoli | Ducati   | 1'34.747 | 2.100    |
| 17  | 33 | Marco Melandri   | Ducati   | 1'35.081 | 2.434    |
| 18  | 13 | Anthony West     | Kawasaki | 1'35.349 | 2.702    |

### Gara

#### Arrivati al traguardo
| Pos | Nº | Pilota           | Squadra                 | Motocicletta | Giri | Tempo     | Griglia | Punti |
| --- | -- | ---------------- | ----------------------- | ------------ | ---- | --------- | ------- | ----- |
| 1   | 46 | Valentino Rossi  | Fiat Yamaha             | Yamaha       | 28   | 44:30.799 | 4       | 25    |
| 2   | 48 | Jorge Lorenzo    | Fiat Yamaha             | Yamaha       | 28   | +4.997    | 5       | 20    |
| 3   | 5  | Colin Edwards    | Tech 3 Yamaha           | Yamaha       | 28   | +6.805    | 2       | 16    |
| 4   | 2  | Daniel Pedrosa   | Repsol Honda            | Honda        | 28   | +10.157   | 1       | 13    |
| 5   | 7  | Chris Vermeulen  | Rizla Suzuki            | Suzuki       | 28   | +21.762   | 8       | 11    |
| 6   | 4  | Andrea Dovizioso | JiR Team Scot           | Honda        | 28   | +22.395   | 10      | 10    |
| 7   | 65 | Loris Capirossi  | Rizla Suzuki            | Suzuki       | 28   | +27.806   | 11      | 9     |
| 8   | 69 | Nicky Hayden     | Repsol Honda            | Honda        | 28   | +27.995   | 6       | 8     |
| 9   | 14 | Randy de Puniet  | LCR Honda               | Honda        | 28   | +29.344   | 12      | 7     |
| 10  | 56 | Shin'ya Nakano   | San Carlo Honda Gresini | Honda        | 28   | +30.822   | 13      | 6     |
| 11  | 24 | Toni Elías       | Alice Team              | Ducati       | 28   | +35.154   | 14      | 5     |
| 12  | 15 | Alex De Angelis  | San Carlo Honda Gresini | Honda        | 28   | +36.216   | 15      | 4     |
| 13  | 50 | Sylvain Guintoli | Alice Team              | Ducati       | 28   | +52.038   | 16      | 3     |
| 14  | 13 | Anthony West     | Kawasaki Racing         | Kawasaki     | 28   | +1:29.307 | 18      | 2     |
| 15  | 33 | Marco Melandri   | Ducati Marlboro         | Ducati       | 27   | +1 giro   | 17      | 1     |
| 16  | 1  | Casey Stoner     | Ducati Marlboro         | Ducati       | 26   | +2 giri   | 3       |       |

#### Ritirati
| Nº | Pilota         | Squadra         | Motocicletta | Giri | Griglia |
| -- | -------------- | --------------- | ------------ | ---- | ------- |
| 21 | John Hopkins   | Kawasaki Racing | Kawasaki     | 16   | 9       |
| 52 | James Toseland | Tech 3 Yamaha   | Yamaha       | 2    | 7       |

## Classe 250

### Arrivati al traguardo
| Pos | Nº | Pilota              | Squadra                | Motocicletta | Giri | Tempo     | Griglia | Punti |
| --- | -- | ------------------- | ---------------------- | ------------ | ---- | --------- | ------- | ----- |
| 1   | 6  | Alex Debón          | Lotus Aprilia          | Aprilia      | 26   | 47:27.406 | 1       | 25    |
| 2   | 58 | Marco Simoncelli    | Metis Gilera           | Gilera       | 26   | +4.816    | 3       | 20    |
| 3   | 75 | Mattia Pasini       | Polaris World          | Aprilia      | 26   | +4.998    | 6       | 16    |
| 4   | 72 | Yūki Takahashi      | JiR Team Scot          | Honda        | 26   | +5.770    | 12      | 13    |
| 5   | 36 | Mika Kallio         | Red Bull KTM           | KTM          | 26   | +6.197    | 5       | 11    |
| 6   | 54 | Manuel Poggiali     | Campetella Racing      | Gilera       | 26   | +6.474    | 8       | 10    |
| 7   | 4  | Hiroshi Aoyama      | Red Bull KTM           | KTM          | 26   | +14.909   | 10      | 9     |
| 8   | 60 | Julián Simón        | Repsol KTM             | KTM          | 26   | +17.526   | 7       | 8     |
| 9   | 41 | Aleix Espargaró     | Lotus Aprilia          | Aprilia      | 26   | +32.925   | 9       | 7     |
| 10  | 55 | Héctor Faubel       | Mapfre Aspar           | Aprilia      | 26   | +36.719   | 13      | 6     |
| 11  | 12 | Thomas Lüthi        | Emmi - Caffe Latte     | Aprilia      | 26   | +48.968   | 4       | 5     |
| 12  | 21 | Héctor Barberá      | Toth Aprilia           | Aprilia      | 26   | +56.837   | 11      | 4     |
| 13  | 15 | Roberto Locatelli   | Metis Gilera           | Gilera       | 26   | +57.827   | 17      | 3     |
| 14  | 19 | Álvaro Bautista     | Mapfre Aspar           | Aprilia      | 26   | +1:05.407 | 2       | 2     |
| 15  | 14 | Ratthapark Wilairot | Thai Honda PTT SAG     | Honda        | 26   | +1:24.336 | 16      | 1     |
| 16  | 25 | Alex Baldolini      | Matteoni Racing        | Aprilia      | 26   | +1:24.577 | 21      |       |
| 17  | 90 | Federico Sandi      | Zongshen Team Of China | Aprilia      | 25   | +1 giro   | 20      |       |
| 18  | 10 | Imre Tóth           | Toth Aprilia           | Aprilia      | 25   | +1 giro   | 22      |       |
| 19  | 7  | Russell Gómez       | Blusens Aprilia        | Aprilia      | 25   | +1 giro   | 23      |       |

### Ritirati
| Nº | Pilota            | Squadra                    | Motocicletta | Giri | Griglia |
| -- | ----------------- | -------------------------- | ------------ | ---- | ------- |
| 17 | Karel Abraham     | Cardion AB Motoracing      | Aprilia      | 24   | 19      |
| 45 | Doni Tata Pradita | Yamaha Pertamina Indonesia | Yamaha       | 24   | 24      |
| 52 | Lukáš Pešek       | Auto Kelly - CP            | Aprilia      | 21   | 15      |
| 32 | Fabrizio Lai      | Campetella Racing          | Gilera       | 13   | 14      |
| 50 | Eugene Laverty    | Blusens Aprilia            | Aprilia      | 11   | 18      |

### Non qualificato
| Nº | Pilota      | Squadra                | Motocicletta |
| -- | ----------- | ---------------------- | ------------ |
| 89 | Ho Wan Chow | Zongshen Team Of China | Aprilia      |

## Classe 125
La gara della 125 è stata interrotta dopo 14 dei 24 giri previsti a causa della pioggia. È stata fatta ripartire per 5 giri. La griglia di partenza è stata determinata dall'ordine d'arrivo della prima parte di gara. Le posizioni di partenza riportate in tabella si riferiscono alla griglia originale.

### Arrivati al traguardo
| Pos | Nº | Pilota              | Squadra                   | Motocicletta | Giri | Tempo     | Griglia | Punti |
| --- | -- | ------------------- | ------------------------- | ------------ | ---- | --------- | ------- | ----- |
| 1   | 63 | Mike Di Meglio      | Ajo Motorsport            | Derbi        | 5    | 10:08.574 | 6       | 25    |
| 2   | 38 | Bradley Smith       | Polaris World             | Aprilia      | 5    | +0.800    | 2       | 20    |
| 3   | 18 | Nicolás Terol       | Jack & Jones WRB          | Aprilia      | 5    | +3.077    | 7       | 16    |
| 4   | 44 | Pol Espargaró       | Belson Derbi              | Derbi        | 5    | +10.407   | 10      | 13    |
| 5   | 29 | Andrea Iannone      | I.C. Team                 | Aprilia      | 5    | +11.697   | 18      | 11    |
| 6   | 17 | Stefan Bradl        | Grizzly Gas Kiefer Racing | Aprilia      | 5    | +11.881   | 3       | 10    |
| 7   | 8  | Lorenzo Zanetti     | ISPA KTM Aran             | KTM          | 5    | +16.372   | 23      | 9     |
| 8   | 6  | Joan Olivé          | Belson Derbi              | Derbi        | 5    | +16.545   | 11      | 8     |
| 9   | 35 | Raffaele De Rosa    | Onde 2000 KTM             | KTM          | 5    | +19.163   | 17      | 7     |
| 10  | 34 | Randy Krummenacher  | Red Bull KTM              | KTM          | 5    | +22.391   | 30      | 6     |
| 11  | 11 | Sandro Cortese      | Emmi - Caffe Latte        | Aprilia      | 5    | +22.847   | 5       | 5     |
| 12  | 30 | Pere Tutusaus       | Bancaja Aspar             | Aprilia      | 5    | +23.195   | 29      | 4     |
| 13  | 24 | Simone Corsi        | Jack & Jones WRB          | Aprilia      | 5    | +23.553   | 4       | 3     |
| 14  | 1  | Gábor Talmácsi      | Bancaja Aspar             | Aprilia      | 5    | +23.695   | 8       | 2     |
| 15  | 5  | Alexis Masbou       | Loncin Racing             | Loncin       | 5    | +24.240   | 19      | 1     |
| 16  | 73 | Takaaki Nakagami    | I.C. Team                 | Aprilia      | 5    | +26.196   | 22      |       |
| 17  | 12 | Esteve Rabat        | Repsol KTM                | KTM          | 5    | +26.411   | 9       |       |
| 18  | 19 | Roberto Lacalendola | Matteoni Racing           | Aprilia      | 5    | +26.895   | 36      |       |
| 19  | 69 | Louis Rossi         | FFM Honda GP 125          | Honda        | 5    | +27.446   | 34      |       |
| 20  | 33 | Sergio Gadea        | Bancaja Aspar             | Aprilia      | 5    | +31.829   | 1       |       |
| 21  | 99 | Danny Webb          | Degraaf Grand Prix        | Aprilia      | 5    | +34.810   | 15      |       |
| 22  | 95 | Robert Mureșan      | Grizzly Gas Kiefer Racing | Aprilia      | 5    | +35.190   | 28      |       |
| 23  | 77 | Dominique Aegerter  | Ajo Motorsport            | Derbi        | 5    | +47.840   | 27      |       |

### Ritirati
| Nº | Pilota           | Squadra                   | Motocicletta | Giri | Griglia |
| -- | ---------------- | ------------------------- | ------------ | ---- | ------- |
| 60 | Michael Ranseder | I.C. Team                 | Aprilia      | 4    | 16      |
| 21 | Robin Lässer     | Grizzly Gas Kiefer Racing | Aprilia      | 2    | 33      |
| 52 | Steven Le Coquen | Villiers Team Competition | Honda        | 1    | 31      |
| 61 | Gioele Pellino   | Loncin Racing             | Loncin       | 1    | 35      |
| 27 | Stefano Bianco   | S3+ WTR San Marino        | Aprilia      | 0    | 21      |

### Non ripartito
| Nº | Pilota         | Squadra              | Motocicletta | Griglia |
| -- | -------------- | -------------------- | ------------ | ------- |
| 41 | Tobias Siegert | Adac Nordbayern e.v. | Aprilia      | 37      |

### Ritirati nella prima parte di gara
| Nº | Pilota            | Squadra                | Motocicletta | Giri | Griglia |
| -- | ----------------- | ---------------------- | ------------ | ---- | ------- |
| 22 | Pablo Nieto       | Onde 2000 KTM          | KTM          | 14   | 25      |
| 36 | Cyril Carrillo    | FFM Honda GP 125       | Honda        | 11   | 32      |
| 51 | Stevie Bonsey     | Degraaf Grand Prix     | Aprilia      | 10   | 13      |
| 7  | Efrén Vázquez     | Blusens Aprilia Junior | Aprilia      | 7    | 24      |
| 45 | Scott Redding     | Blusens Aprilia Junior | Aprilia      | 5    | 12      |
| 71 | Tomoyoshi Koyama  | ISPA KTM Aran          | KTM          | 5    | 14      |
| 93 | Marc Márquez      | Repsol KTM             | KTM          | 5    | 20      |
| 56 | Hugo van den Berg | Degraaf Grand Prix     | Aprilia      | 0    | 26      |

### Non partito
| Nº | Pilota          | Squadra                        | Motocicletta |
| -- | --------------- | ------------------------------ | ------------ |
| 53 | Valentin Debise | Racing Motoclub Circuit D'Albi | KTM          |